# Будівництво України
«Будівництво України» — науково-виробничий журнал. З 1959 по 1993 журнал видавався під назвою «Промышленное строительство и инженерные сооружения» (укр. «Промислове будівництво та інженерні споруди»). Засновниками журналу були Мінбуд України, ВАТ «КиївЗНДІЕП», УДНДІ, «Дніпромісто», ДП «Укрархбудінформ», Академія будівництва України та Творча наукова спілка будівельників України. Видавництво рекомендовано до друку радою ВАТ «КиївЗНДІЕП».